# دا اسمت (داکوتای جنوبی)
دا اسمت(به انگلیسی: De Smet) شهری در ایالت داکوتای جنوبی کشور ایالات متحده آمریکا است که جمعیت آن در سرشماری سال ۲۰۱۰ میلادی، ۱٬۰۸۹ نفر بوده‌است.